# Гексаборид плутония
Гексаборид плутония — бинарное неорганическое соединение
плутония и бора
с формулой PuB6,
кристаллы.

## Получение
- Сплавление стехиометрических количеств чистых веществ:

{\displaystyle {\mathsf {Pu+6B\ {\xrightarrow {1200^{o}C}}\ PuB_{6}}}}

## Физические свойства
Гексаборид плутония образует кристаллы
кубической сингонии,
пространственная группа P m3m,
параметры ячейки a = 0,41134 нм, Z = 1,
структура типа CaB6
.
Соединение образуется по перитектической реакции при температуре ≈2340°С.

## Химические свойства
- Разлагается при нагревании:

{\displaystyle {\mathsf {PuB_{6}\ {\xrightarrow {>2340^{o}C}}\ PuB_{4}+2B}}}